# Joffrey Lupul
Joffrey Lupul (ur. 23 września 1983 w Fort Saskatchewan) – kanadyjski hokeista.
Posiada korzenie ukraińskie.

## Kariera
- Fort Saskatchewan Rang. Bntm AAA (1998–2000)
- Medicine Hat Tigers (2000–2003)
- Anaheim Ducks (2003–2004)
- Cincinnati Mighty Ducks (2004–2005)
- Anaheim Ducks (2005–2006)
- Edmonton Oilers (2006–2007)
- Philadelphia Flyers (2007–2009)
- Anaheim Ducks (2009–2011)
  -  Syracuse Crunch (2010)
- Toronto Maple Leafs (od 2011)
  -  Awtomobilist Jekaterynburg (2012)

Od lutego 2011 zawodnik Toronto Maple Leafs. Od końca października do grudnia 2012 roku na okres lokautu w sezonie NHL (2012/2013) związany kontraktem z rosyjskim klubem Awtomobilist Jekaterynburg.

## Sukcesy

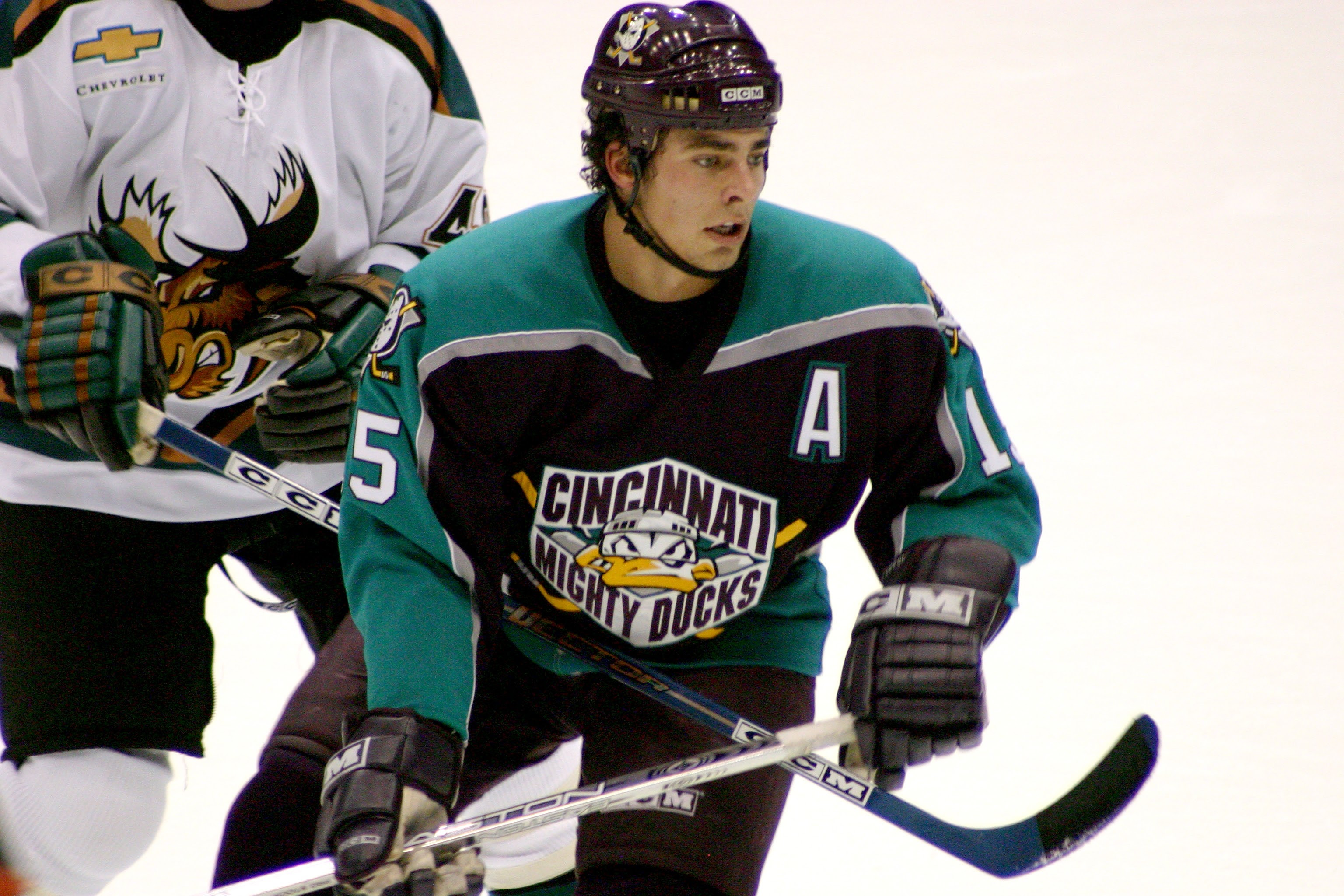
Joffrey Lupul w barwach Cincinnati Mighty Ducks (2004)

Reprezentacyjne
- Srebrny medal mistrzostw świata juniorów do lat 20: 2003

Indywidualne
- Pierwsze miejsce w klasyfikacji kanadyjskiej AMHL w sezonie 1999/2000
- Sezon CHL 2001/2002:
  - Pierwsza drużyna Meczu Gwiazd
  - CHL Top Prospects Game
- Sezon WHL 2001/2002:
  - Pierwsze miejsce w klasyfikacji strzelców: 56 goli
- NHL YoungStars Game: 2004
- NHL All-Star Game: 2012